# Geba-Shemen
Geba-Shemen fou una ciutat cananea propera a Megiddo. Al segle xv aC fou saquejada per Tuthmosis III. El 1418 aC és esmentada sota el govern de Qaqa.